# Marcilly (Seine-et-Marne)
Marcilly ist eine französische Gemeinde mit 463 Einwohnern (Stand: 1. Januar 2022) im Département Seine-et-Marne in der Region Île-de-France. Sie gehört zum Arrondissement Meaux und zum Kanton La Ferté-sous-Jouarre (bis 2015: Kanton Lizy-sur-Ourcq). Die Einwohner werden Marcilliens genannt.

## Geographie
Marcilly liegt etwa 43 Kilometer ostnordöstlich von Paris am Thérouanne, der die Gemeinde im Nordosten begrenzt. Umgeben wird Marcilly von den Nachbargemeinden Douy-la-Ramée im Norden, Puisieux im Nordosten, Étrépilly im Osten, Barcy im Süden, Gesvres-le-Chapitre im Westen sowie Forfry im Nordwesten.

## Bevölkerungsentwicklung
| Jahr                      | 1962 | 1968 | 1975 | 1982 | 1990 | 1999 | 2006 | 2013 | 2021 |
| Einwohner                 | 260  | 234  | 271  | 260  | 360  | 353  | 384  | 463  | 459  |
| Quelle: Cassini und INSEE |      |      |      |      |      |      |      |      |      |

## Sehenswürdigkeiten
- Kirche Saint-Étienne-Saint-Babylas aus dem 16. Jahrhundert

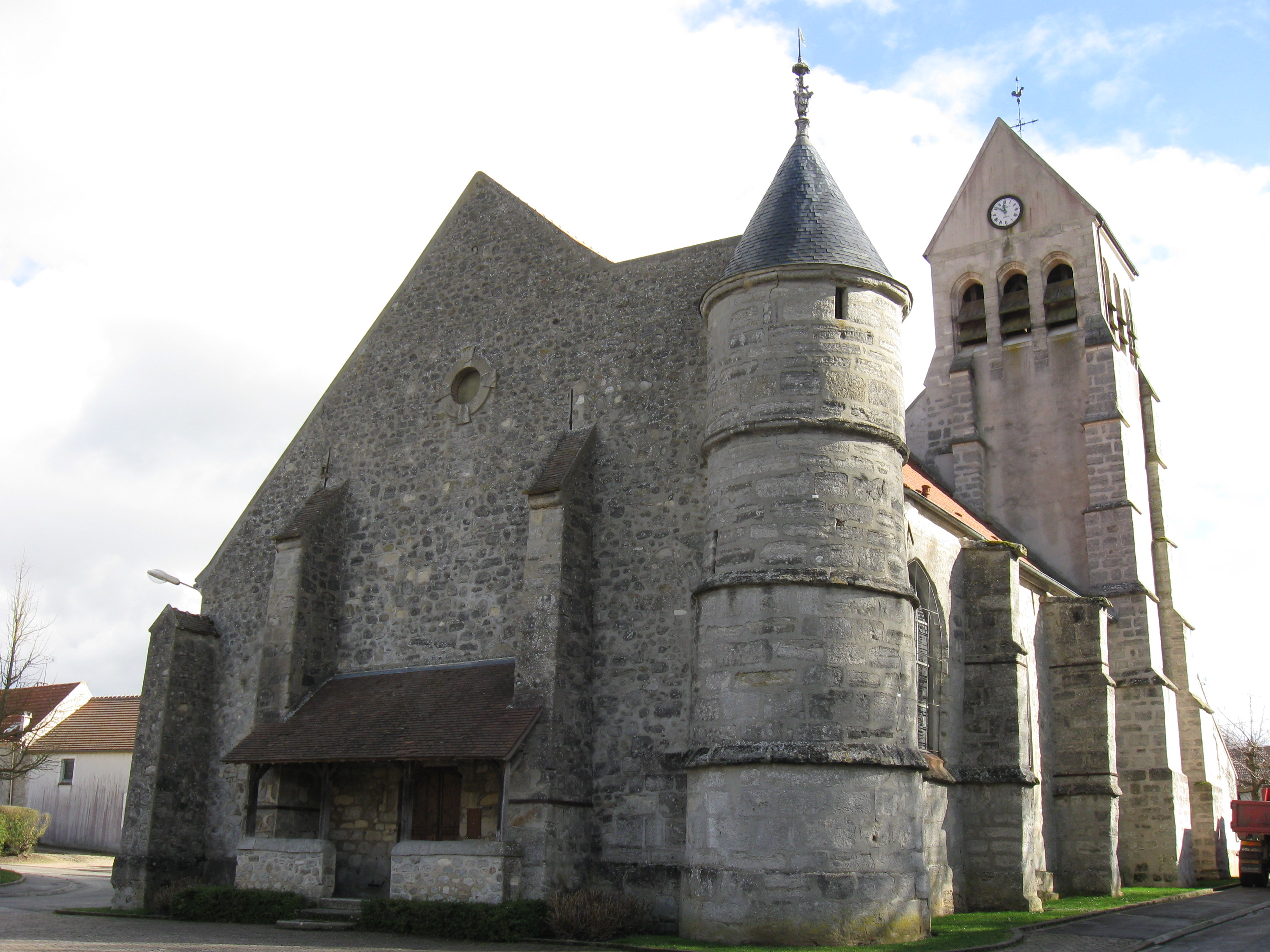
Kirche Saint-Étienne-Saint-Babylas

## Persönlichkeiten
- Jean-François Legendre-Héral (1796–1851), Bildhauer